# Kriton (Philosoph)
Kriton (um 465 – um 395 v. Chr.) war ein Freund und Schüler des Sokrates. Er soll etliche philosophische Dialoge verfasst haben, die jedoch nicht erhalten sind. Seine genauen Lebensdaten sind nicht überliefert. Sokrates bezeichnet ihn als seinen „Altersgenossen“.
Bereits in der Antike war Kriton vor allem wegen seiner Freundschaft zu seinem Lehrer bekannt. Nach Diogenes Laertios war er „von einer tiefen Zuneigung zu Sokrates durchdrungen, den er so umsorgte, dass er immer alles Notwendige hatte“. Kriton tritt in mehreren Dialogen Platons auf, wobei ebenfalls seine Verbundenheit mit Sokrates herausgestellt wird.
Xenophon zählt ihn in seinen Erinnerungen an Sokrates (Memorabilia) mit Chairephon, Chairekrates, Hermogenes, Simmias, Kebes und Phaidondas zu den echten Anhängern des Sokrates. Kriton hat selbst unter dem Einfluss seines Lehrers 17 philosophische Dialoge zu Themen vor allem aus dem Bereich der Erkenntnistheorie und der Ethik geschrieben, die zu einem Buch zusammengefasst wurden. Sie hatten die folgenden Titel: Wissenserwerb macht nicht tugendhaft, Über die Habsucht, Über das Zweckmäßige oder Politikos, Über das Schöne, Über Übeltun, Über Ordnungsliebe, Über das Gesetz, Über das Göttliche, Über die Künste, Über Gemeinschaft, Über Weisheit, Protagoras oder Politikos, Über Schrift, Über Dichtung, Über das Lernen, Über das Erkennen oder Über die Wissenschaft, Was Erkennen ist.
Wie die Werke Über das Schöne, Über die Künste und Über Dichtung zeigen, interessierte sich Kriton auch für ästhetische Fragen. Die Schrift „Über Dichtung“ ist das einzige bekannte Werk, das sich vor der „Poetik“ des Aristoteles diesem Thema widmet.
Xenophon beschreibt auch, wie Kriton als Geschäftsmann unter den damals in Athen grassierenden Sykophanten zu leiden hatte, die ihn auf erpresserische Weise zu Gerichtsprozessen zwingen wollten. Sokrates konnte seinem Freund hierbei eine entscheidende Hilfe bringen, indem er ihn mit dem rechtskundigen Archedemos bekannt machte, dem es gelang, auf Grund detektivischer Recherchen den lästigen Sykophanten strafwürdige Verbrechen nachzuweisen, sie so selbst mit Prozessen zu bedrohen und dadurch davon abzuhalten, Kriton weiter nachzustellen.
Kriton verwandte seine Reichtümer, wie Sokrates in scherzhafter Weise in dem platonischen Dialog „Euthydemos“ erwähnt, zu edlen Zwecken. Seine zwei Söhne waren ebenfalls Schüler des Sokrates. Der älteste von ihnen war der ebenfalls in mehreren platonischen Dialogen erwähnte Kritobulos.
Nach der Verurteilung Sokrates zum Tode erkundete Kriton Fluchtmöglichkeiten für seinen Lehrer aus dem Gefängnis und bemühte sich darum, ihn zur Flucht zu überreden, wie in dem nach ihm benannten Dialog Platons zu lesen ist. Nach dem Tode des Sokrates war es Kriton, der dem toten Sokrates die Augen schloss.